# 遜線紋鯿
遜線紋鯿（学名：Nematabramis verecundus）为輻鰭魚綱鯉形目鲤科的其中一種，分布於亞洲菲律賓民答那峨島拉瑙省Titunod河流域，體長可達4.2公分，棲息在中底層水域。